# 정사궁
정사궁 또는 바보사궁은, 집은 네 개지만 구조상 결함으로 죽는 모양의 궁도를 가진 사궁이다.